# Muhammad Salim Abdullah
Muhammad Salim Abdullah (* 1931 in Bad Salzuflen; † 26. Oktober 2016) war ein deutsch-bosnischer Journalist und Seniordirektor des 1927 in Berlin gegründeten Zentralinstituts Islam-Archiv-Deutschland, der somit ältesten islamischen Einrichtung in Deutschland, auf dessen Initiative 1986 in Berlin der Islamrat für die Bundesrepublik Deutschland gegründet wurde. Er war sowohl deutscher als auch bosnisch-herzegowinischer Staatsbürger.

## Leben
Abdullah war Muslim und arbeitete als Journalist und Fachreferent für den Islam im interreligiösen Bereich. Unter anderem wirkte er bei der Entstehung des Lehrplans für islamischen Religionsunterricht in Nordrhein-Westfalen mit und war mitverantwortlich für die theologische Ausbildung türkischer Lehrer/Moderatoren am nordrhein-westfälischen Landesinstitut für Schule und Weiterbildung. Zudem war er Leiter der arabischsprachigen Redaktion und Fachbereichsleiter „Islam“ der Deutschen Welle sowie verantwortlicher Redakteur der „Moslemischen Revue“, des Nachrichtendienstes „Islam-Echo“ und der historischen Studienreihe „ZeitZeichen“.
Abdullah war 1982 Mitbegründer der Christlich-Islamischen Gesellschaft e. V. Unter dem Titel „Brückenbauer – Genese des Dialogs der Abrahamserben in Deutschland“ erschien aus Anlass seines 75. Geburtstages eine Arbeitsbiographie.
Abdullah war Mitglied des Islamischen Weltkongresses, gehörte lange Jahre dem Exekutivrat des Kongresses an, vertrat den Kongress bei den Vereinten Nationen in New York und Genf und bekleidete zuletzt das Amt eines seiner Vizepräsidenten.
Zusammen mit Adel Theodor Khoury war er Herausgeber einer deutschen Koranübersetzung, die heute bei der Zitation in deutschen Veröffentlichungen saudi-arabischer Institutionen gebraucht wird. Es ist die einzige Koranübersetzung, die sowohl vonseiten der sunnitischen Rechtsschulen in Mekka als auch der schiitischen in Teheran als beste Übersetzung in deutscher Sprache ausgezeichnet wurde (2009).
Muhammad Salim Abdullah war zwar in bestimmten islamischen Organisationen in der Bundesrepublik umstritten. In der öffentlichen Wahrnehmung galt er jedoch lange Zeit als ein führender Vertreter des Islams und des christlich-muslimischen Dialogs in Deutschland. Während seiner Amtszeit im Islamischen Weltkongress wurden auf ihn zwei Attentate verübt. Nach einer Morddrohung des türkischen Extremisten Metin Kaplan standen er und seine Familie jahrelang unter Polizeischutz.

## Veröffentlichungen
- Jesus – Leben, Auftrag und Tod. Hrsg. von der Ahmadiyya Mission des Islams. Hamburg 1960. (32 Seiten.)
- Die Präsenz des Islams in der Bundesrepublik Deutschland, CIBEDO Dokumentation Nr. 1. Frankfurt am Main 1978.
- Einführung in den Islam. Evangelische Akademie Haus Ortlohn. Iserlohn, 2. Auflage 1979.
- Weshalb Koranschulen? CIBEDO Dokumentation Nr. 3. Frankfurt am Main 1979.
- Die Nurdschuluk-Bewegung. CIBEDO Texte Nr. 2. Frankfurt am Main 1980.
- Drei muslimische Dachverbände in der Bundesrepublik Deutschland. CIBEDO Texte Nr. 6. Frankfurt am Main 1980.
- Die Präsenz des Islam in der Bundesrepublik Deutschland II. CIBEDO Dokumentation Nr. 9. Frankfurt am Main 1980. (Zusammen mit Franz GIERINGER.)
- Geschichte des Islams in Deutschland. (Reihe: Islam und westliche Welt Bd. 5.) Graz-Wien-Köln 1981, ISBN 3-222-11352-1
- Halbmond unter dem Preußenadler. Die Geschichte der islamischen Gemeinde in Preußen (1731–1934). Altenberge 1984.
- (mit Adel Theodor Khoury) Mohammed für Christen. Eine Herausforderung. Freiburg 1984.
- Islam – für das Gespräch mit Christen. Altenberge 1984.
- … Und gab ihnen sein Königswort. Berlin – Preußen – Bundesrepublik. Ein Abriß der Geschichte der islamischen Minderheit in Deutschland. Altenberge 1987
- Was will der Islam in Deutschland? Gütersloh 1993.
- Jochen Klepper doch eine „echte“ Quelle, in: Moslemische Revue 1994, 1, S. 12–16.
- Muslimische Identität und Wege zum Gespräch. Düsseldorf 2002.